# 下村努
下村努（日语：／ Shimomura Tsutomu，1964年10月23日—）是日裔美籍的電腦安全專家、計算物理學專家，2008年諾貝爾化學獎得主下村脩的兒子。

## 生平
下村努在日本愛知縣名古屋出生，之後在美國新澤西州的普林斯頓成長。他高中未畢業就已跳級就讀加州理工學院。在大學時期，曾追隨知名的物理學家理查德·費曼（Richard P. Feynman）學習。大學畢業之後，進入洛斯阿拉莫斯国家实验室工作。現時是聖地牙哥加利福尼亞大學（UCSD）的超級計算中心的主席特別研究員。

## 著作
- Takedown: The Pursuit and Capture of America's Most Wanted Computer Outlaw --By The Man Who Did It（《紀實：追捕美國頭號電腦通緝犯──由追捕者自述》，與《紐約時報》記者馬可夫（John Markoff）合著，台灣中譯本：《小心駭客》）。

## 外部連結
- 下村努的個人簡介（页面存档备份，存于） （英文）